# Caiguna Airport
Caiguna Airport är en flygplats i Australien. Den ligger i kommunen Dundas och delstaten Western Australia, omkring 910 kilometer öster om delstatshuvudstaden Perth. Caiguna Airport ligger 107 meter över havet.
Trakten runt Caiguna Airport är nära nog obefolkad, med mindre än två invånare per kvadratkilometer..
Omgivningarna runt Caiguna Airport är i huvudsak ett öppet busklandskap. Genomsnittlig årsnederbörd är 353 millimeter. Den regnigaste månaden är januari, med i genomsnitt 65 mm nederbörd, och den torraste är augusti, med 3 mm nederbörd.